# 김동건 (아나운서)
김동건(金東鍵, 1939년 11월 25일 ~ )은 대한민국의 아나운서이다.
- 김동건 아나운서는 현재 KBS의 최장수 음악 프로그램인《가요무대》를 마지막까지 진행을 맡고 있다.
- 가요무대는 1985년 11월 18일에 김동건이 정규 방송 후 초대 첫 진행자 들어가고 임시 진행자였던 우제곤, 왕영은의 뒤를 이어서 진행자로 방송에 나왔고, 2003년 6월 23일에 무려 18년 만에 물러나고 제2대 진행자 전인석에게 자리를 양보하며 하차했다가 7년 만인 2010년 5월 10일 복귀 이후 현재까지 제3대 MC로 프로그램을 마지막 할 때까지 진행하고 있다.

## 학력
- 서울수송국민학교 전학
- 대구사범대학 부속국민학교 졸업[1]
- 경기중학교 졸업
- 경기고등학교 졸업
- 연세대학교 문과대학 교육심리학 학사

## 경력
- 1963년 : 동아방송 1기 공채 아나운서 입사
- 1964년 : TBC 아나운서
- 1972년 : KBS 아나운서
- 1993년 : KBS TV본부 국장 대우 방송위원
- 1995년 : 연세대학교 농구후원회 회장
- 1997년 : 한국아나운서클럽 부회장
- 1999년 : 삼천리 사외이사
- 2004년 : 여성유권자연맹 홍보대사
- 2009년 : 한국아나운서클럽 회장

## 출연

### 텔레비전
- 1980년 ~ 1987년 : KBS1 《뉴스파노라마》
- 1983년 ~ 1988년, 1992년 : KBS2 《무엇이든 물어보세요》
- 1986년 ~ 1992년 : KBS2 《11시에 만납시다》
- 1985년 ~ 2002년 : KBS2 《KBS 가요대상》
- 1985년 ~ 2003년 : KBS1 《가요무대》
- 1988년 ~ 1990년, 1996년 : KBS2 《KBS 연기대상》
- 1992년 : KBS1 《제13회 청룡영화상》
- 1993년 : MBC 《꿈에 본 내고향》
- 1996년 : MBC 《김동건의 텔레비안 나이트》
- 1996년 : MBC 《김동건의 세상만사》
- 2001년 ~ 2010년 : KBS1 《한국 한국인》
- 2010년 ~ 현재 : KBS1 《가요무대》
- 2014년 : TV조선《낭만과 논리가 있는 토크쇼 낭만논객》
- 2024년 : KBS1 《아침마당》 화요초대석, 9596회
- 2024년 : KBS2 《사장님 귀는 당나귀 귀》

## 광고
- 쌍용제지

## 수상 경력
- 1979년 한국방송대상 아나운서상
- 1993년 국민훈장 목련장
- 1993년 위암 장지연상
- 1993년 대한민국 대통령 표창
- 1995년 KBS 가요대상 공로상
- 2001년 MBC 명예의 전당 방송인 부문
- 2013년 한국아나운서연합회 한국 아나운서 대상 특별상
- 2023년 KBS 연예대상 - 공영방송 50주년 기념 특별 공헌상

## 김동건을 연기한 배우들

### 영화
- 황인준 - 2014년 《국제시장》

### 드라마
- 이정성 - 2015년 《인순이의 토크 드라마 그대가 꽃》